# Каланжвил
Каланжвил (фр. Callengeville) насеље је и општина у северној Француској у региону Горња Нормандија, у департману Приморска Сена која припада префектури Дјеп.
По подацима из 2011. године у општини је живело 505 становника, а густина насељености је износила 29,48 становника/km². Општина се простире на површини од 17,13 km². Налази се на средњој надморској висини од 209 метара (максималној 231 m, а минималној 154 m).

## Демографија
| 1962. | 1968. | 1975. | 1982. | 1990. | 1999. | 2011. |
| ----- | ----- | ----- | ----- | ----- | ----- | ----- |
| 493   | 510   | 462   | 466   | 491   | 455   | 505   |

График промене броја становника у току последњих година